# Canton de Vénissieux-Nord
Le canton de Vénissieux-Nord est une ancienne division administrative française, située dans le département du Rhône en région Rhône-Alpes.

## Composition
Le canton était limité à la partie nord de la commune de Vénissieux.

## Histoire
La commune de Vénissieux était rattachée au canton de Bron de 1964 à 1973, date à laquelle elle en est détachée pour constituer à elle seule un canton. Enfin, en 1982, le canton est divisé en deux cantons Nord et Sud.
Il disparaît le 1er janvier 2015 avec la création de la métropole de Lyon.

## Représentation
Conseiller général du canton de Vénissieux
| Période | Période | Identité     | Étiquette | Qualité                                                                                              |
| ------- | ------- | ------------ | --------- | --- |
| 1973    | 1982    | Marcel Houël | PCF       | Maçon Député (1962-1981) Maire de Vénissieux (1962-1985) Ancien conseiller général du canton de Bron |

Conseillers généraux du canton de Vénissieux-Nord
| Période | Période          | Identité            | Étiquette | Qualité                                                                   |
| ------- | ---------------- | ------------------- | --------- | ------------------------------------------------------------------------- |
| 1982    | 1985 (décès)     | Marcel Houël        | PCF       | Maire de Vénissieux (1962-1985)                                           |
| 1985    | 1993 (démission) | André Gerin         | PCF       | Dessinateur industriel Maire de Vénissieux (1985-2009) Député (1993-2012) |
| 1993    | 2014             | Christian Falconnet | PCF       | Adjoint au maire de Vénissieux                                            |

## Évolution démographique
| 1982   | 1990   | 1999   | 2006   | 2011   | 2012   |
| ------ | ------ | ------ | ------ | ------ | ------ |
| 44 160 | 29 612 | 27 944 | 27 929 | 28 971 | 29 763 |